# Marian Rybicki (1905–1974)
Marian Rybicki (ur. 18 sierpnia 1905 w Parczewie, zm. 12 października 1974 w Warszawie) – funkcjonariusz Milicji Obywatelskiej i Służby Bezpieczeństwa, pułkownik MO.

## Życiorys
Syn Stanisława i Apolonii. W organach MO/SB od 1945, w których m.in. pełnił funkcje: funkcjonariusza Oddziału Personalnego KGMO (1945), inspektora KGMO (1945–1947), komendanta Centrum Wyszkolenia MO w Słupsku (1947-1950), komendanta Tymczasowego Ośrodka Szkolenia Bezpieczeństwa Publicznego w Pleszewie (1950–1951), zastępcy dyrektora Departamentu Więziennictwa Ministerstwa Bezpieczeństwa Publicznego (1951–1953), urzędnika Przedstawicielstwa PRL w MKPN w Korei (1953–1954), pracownika Departamentu Szkolenia MBP (1954–1955), kierownika Kursu Przeszkolenia Aktywu Kierowniczego/Kursu nr 1 Centrum Wyszkolenia KdsBP w Legionowie (1955–1956), zastępcy komendanta i dyrektora Szkoły nr 1/dyr. Szkoły nr 2 Centrum Wyszkolenia MSW w Legionowie (1956–1958).
Pochowany na cmentarzu Wojskowym na Powązkach w Warszawie (kwatera C 33-7-5).

## Ordery i odznaczenia
- Order Krzyża Grunwaldu III klasy (10 października 1945)[2]
- Krzyż Kawalerski Orderu Odrodzenia Polski (10 października 1945)[2]
- Złoty Krzyż Zasługi (4 października 1946)[3]